# Chế độ ăn giàu thực vật
Chế độ ăn dựa trên thực vật (Plant-based diet) hoặc chế độ ăn giàu thực vật (Plant-rich diet) hay nói đơn giản là chế độ ăn nhiều rau là một chế độ ăn bao gồm hầu hết hoặc hoàn toàn là các loại thực phẩm có nguồn gốc thực vật (Plant-based foods) Thực phẩm có nguồn gốc từ thực vật bao gồm rau, củ, ngũ cốc, hạt, quả hạch, các loại đậu đỗ từ cây họ đậu và trái cây, hoa quả các loai và các loại thức ăn nói chung không phải là thực phẩm có nguồn gốc động vật. Mặc dù chế độ ăn kiêng cũng dựa trên nguồn thức ăn là các loại thực vật và tránh hoặc hạn chế các sản phẩm động vật nhưng dầu sao nó không nhất thiết phải là những người có chế độ ăn thuần chay.

## Đại cương
Việc sử dụng cụm từ "chế độ ăn dựa trên thực vật" (Plant-based diet) đã thay đổi theo thời gian và có thể nhận ra rằng các ví dụ về cụm từ đang được sử dụng để chỉ chế độ ăn thuần chay (chỉ bao gồm thực phẩm có nguồn gốc thực vật, không có nguồn gốc động vật) và chế độ ăn chay, có thể bao gồm sữa hoặc trứng nhưng không có thịt cũng như chế độ ăn bao gồm một lượng hạn chế thực phẩm có nguồn gốc động vật, chẳng hạn như chế độ ăn nữa chay. Thực hiện chế độ ăn có nhiều rau không có nghĩa là không ăn thịt mà ăn thịt và cá ở một lượng nhất định.
Vào đầu thế kỷ 21, ước tính có 4 tỷ người sống chủ yếu bằng chế độ ăn chỉ bao gồm các loại thực vật, một số do lựa chọn vì cảm thấy rằng điều này là tốt cho sức khỏe và một số khác chỉ đơn giản là do giới hạn do thiếu hụt cây trồng, nước ngọt và các nguồn năng lượng và không có thịt cá để mà ăn Ở châu Âu, việc tiêu thụ các sản phẩm thay thế thịt làm từ thực vật chiếm lĩnh đến 40% thị trường thế giới vào năm 2019 và dự báo sẽ tăng 60% đến năm 2025, nguyên nhân gia tăng chủ yếu do những lo ngại về sức khỏe, an ninh lương thực và phúc lợi động vật.
Tại Hoa Kỳ, vào năm 2019, thị trường bán lẻ thực phẩm có nguồn gốc thực vật tăng trưởng nhanh hơn tám lần so với thị trường bán lẻ thực phẩm nói chung. Tuy vậy, ở Việt Nam thì theo Viện Dinh dưỡng Quốc gia của Việt Nam thì hiện nay mỗi người Việt chỉ ăn khoảng 200 gram rau xanh một ngày, giảm so với vài chục năm trước và chỉ đạt một nửa so với khuyến cáo của Tổ chức Y tế thế giới (WHO), hơn một nửa dân số trưởng thành ăn thiếu rau và trái cây so với khuyến cáo do vậy, khi thiếu các vitamin và khoáng chất từ rau, hoa quả, cơ thể sẽ có một số biểu hiện tiêu cực như dễ bị bầm tím, hay quên, mệt mỏi, dễ bị viêm nhiễm, căng thẳng, gặp vấn đề tiêu hóa, nhiễm trùng.

## Thuật ngữ

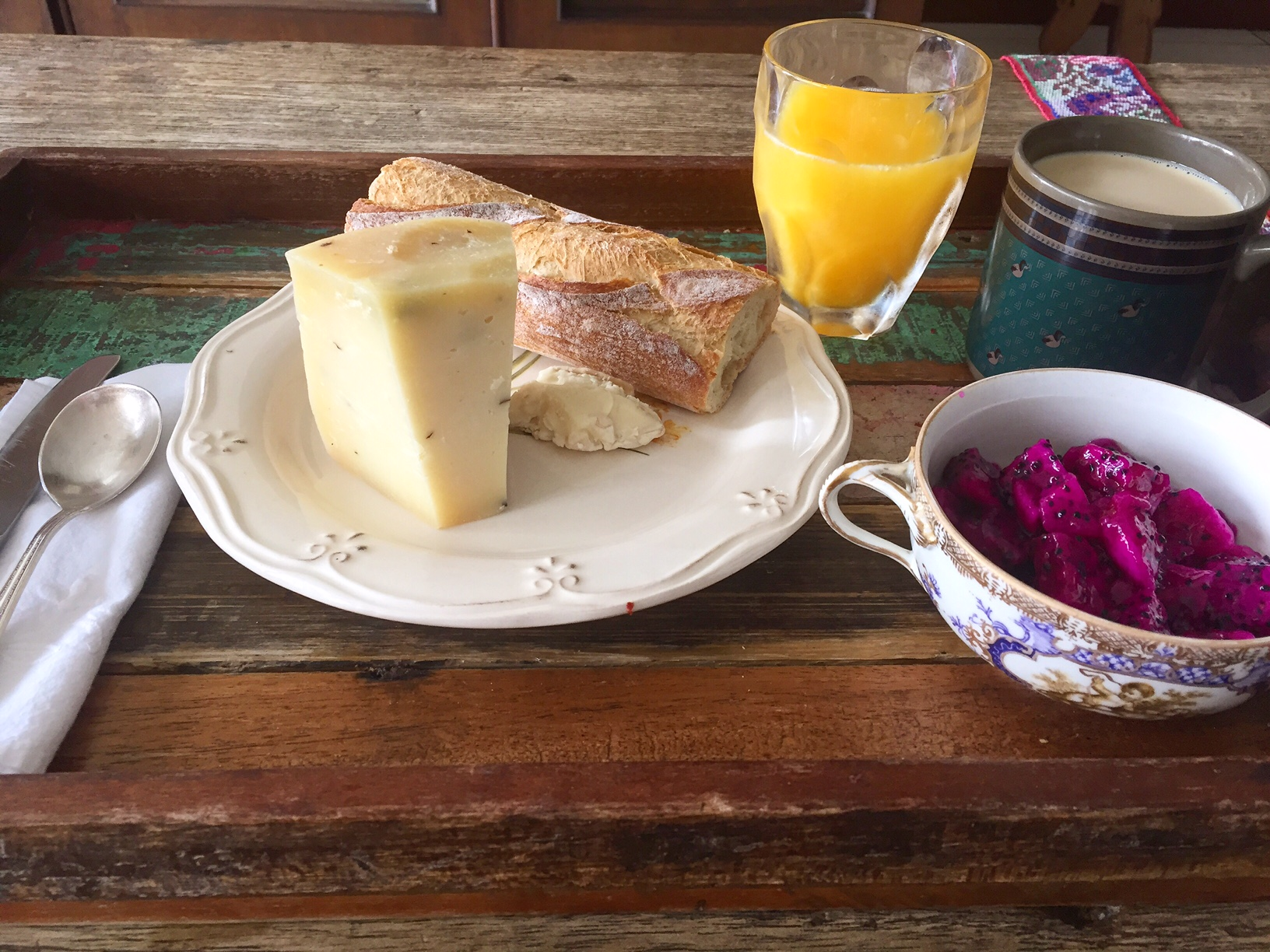
Chế độ ăn chay nhưng chấp nhận các sản phẩm từ sữa

Tác giả T. Colin Campbell tuyên bố mình đã đưa ra thuật ngữ "chế độ ăn uống dựa trên thực vật" để giúp trình bày nghiên cứu của ông về chế độ ăn uống tại Viện Y tế Quốc gia vào năm 1980 Ông định nghĩa rằng đây là "một chế độ ăn ít chất béo, nhiều chất xơ, dựa trên thực vật là chính, tập trung vào vấn đề cải thiện, chăm sóc sức khỏe chứ không phải vì vấn đề đạo đức". Những người khác rút ra sự khác biệt giữa cái gọi là "có nguồn gốc thực vật" và "chỉ ăn thực vật".
Một số nguồn sử dụng cụm từ "chế độ ăn dựa trên thực vật" để chỉ chế độ ăn bao gồm các mức độ khác nhau của các sản phẩm động vật, ví dụ: xác định "chế độ ăn dựa trên thực vật" là chế độ ăn "bao gồm một lượng lớn thức ăn thực vật và một lượng hạn chế thức ăn động vật" và nêu rõ rằng "Viện Nghiên cứu Ung thư Hoa Kỳ và Quỹ Nghiên cứu Ung thư Thế giới kêu gọi lựa chọn chế độ ăn chủ yếu dựa trên thực vật giàu nhiều loại rau và trái cây, các loại đậu và thực phẩm chủ yếu có tinh bột chế biến tối thiểu và hạn chế tiêu thụ thịt đỏ"
Chế độ ăn dựa trên thực vật không nhất thiết phải là ăn chay trường mà là lựa chọn chủ yếu các loại rau, củ, quả và ngũ cốc thay cho thịt có thể cho cảm giác đầy đủ hơn. Trong nhiều tài liệu khác nhau, "chế độ ăn dựa trên thực vật" đã được dùng để chỉ những chế độ/kiểu ăn uống sau:
- Chế độ ăn thuần chay: chế độ ăn chỉ bao gồm rau, đậu, trái cây, ngũ cốc, quả hạch và hạt, nhưng không có thực phẩm từ nguồn động vật.
- Ăn chay: chế độ ăn nhiều rau, đậu, trái cây, các loại hạt và ngũ cốc, có thể bao gồm trứng và sữa, nhưng không có thịt.
- Ăn chay Ovo-lacto: là chế độ ăn chay mà được phép dùng sữa và trứng.
- Ăn chay Ovo: là chế độ ăn chay được dùng trứng nhưng không uống sữa.
- Ăn chay lacto: là chế độ ăn chay mà được uống sữa nhưng không ăn trứng
- Ăn chay bán phần: chủ yếu là ăn chay, thỉnh thoảng có thêm thịt hoặc thịt gia cầm.
- Ăn chay hải sản (Pescetarianism): là chế độ ăn chay nhưng được phép ăn hải sản[17]

## Công dụng

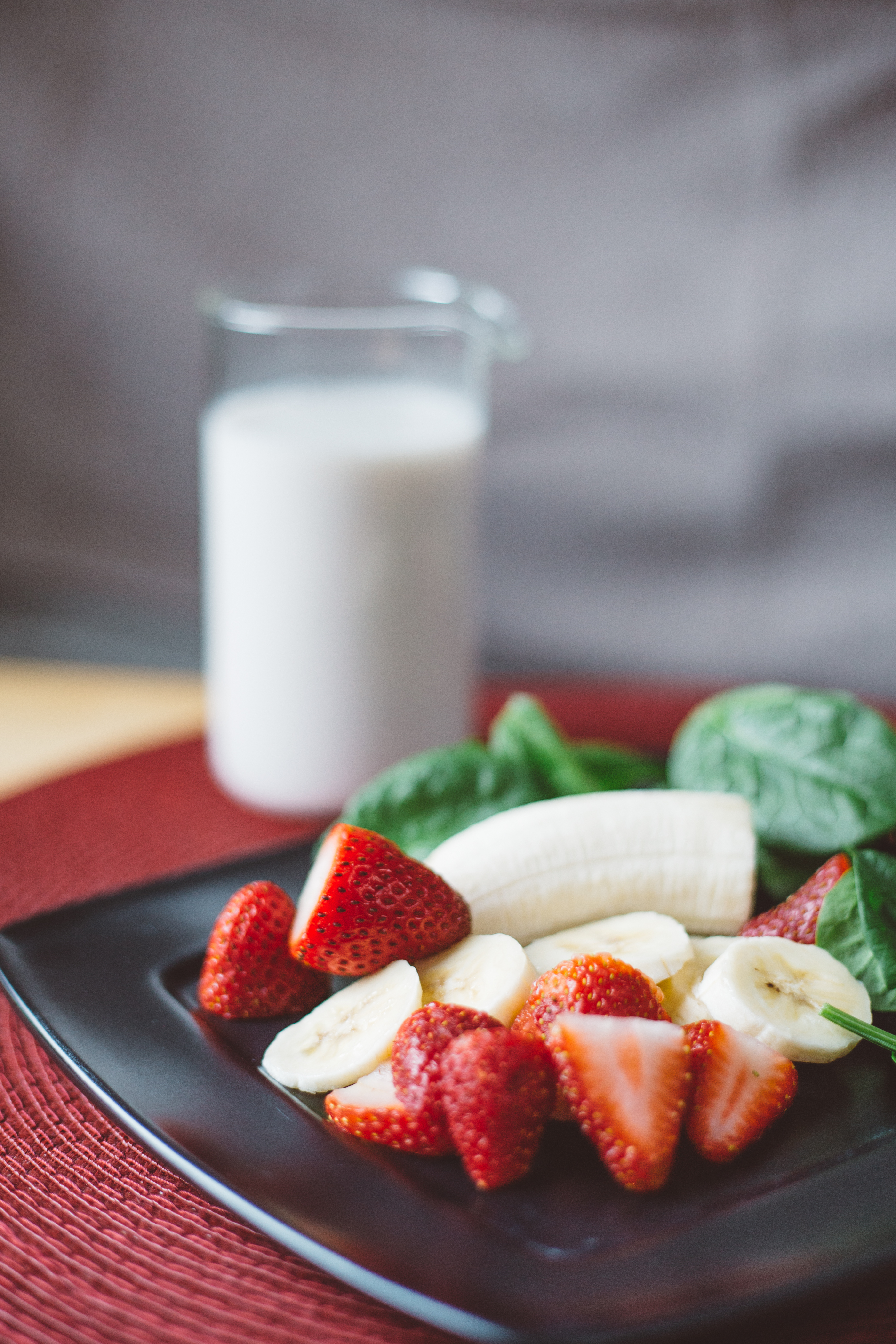
Ăn trái cây và sữa được cho là tốt cho sức khỏe

Chế độ ăn dựa trên thực vật đang được nghiên cứu sơ bộ để đánh giá liệu chúng có thể cải thiện các biện pháp trao đổi chất đối với sức khỏe và bệnh tật hay không và liệu có ảnh hưởng lâu dài đến bệnh tiểu đường hay không. Khi trọng tâm là thực phẩm toàn phần, sự cải thiện các dấu hiệu sinh học của bệnh tiểu đường diễn ra, bao gồm giảm béo phì. Nói chung, đây là một chế độ ăn uống lành mạnh. Ở những người bị tiểu đường, chế độ ăn dựa trên thực vật cũng có liên quan đến việc cải thiện tinh thần và thể chất, giảm trầm cảm, chất lượng cuộc sống tốt hơn và sức khỏe tổng quát trở nên tốt hơn.
Một cơ sở nghiên cứu có tên gọi là Học viện Dinh dưỡng và Chế độ ăn uống (Academy of Nutrition and Dietetics) thẳng thừng tuyên bố rằng chế độ ăn dựa nhiều vào thực vật được lập kế hoạch tốt sẽ hỗ trợ sức khỏe và phù hợp trong tất cả các giai đoạn của cuộc đời, bao gồm cả giai đoạn mang thai, cho con bú, thời thơ ấu và trưởng thành, cũng như dành cho cho các vận động viên. Rau xanh cung cấp các yếu tố vi lượng cũng như các chất bảo vệ, giúp cơ thể phát triển khỏe mạnh, tăng cường sức đề kháng. Khẩu phần ăn nhiều rau giúp tránh được nhiều bệnh mãn tính và bổ trợ tốt cho sức khỏe, làm đẹp da, bổ mắt.
Các loại rau lá màu xanh sẫm và các loại rau, quả màu vàng, đỏ là nguồn cung cấp vitamin A giúp sáng mắt, tăng sức đề kháng; chất sắt giúp chống thiếu máu, thiếu sắt, cơ thể trẻ em tăng trưởng và phát triển tốt. Rau, quả còn chứa nhiều chất xơ và các chất chống oxy hóa nên có tác dụng nâng cao sức khỏe, phòng chống các bệnh mạn tính không lây như bệnh tim mạch, huyết áp cao, ung thư, ăn nhiều rau còn làm giảm mức cholesterol và tăng axit folic trong máu, rau xanh có tác dụng thải độc rất tốt, có lợi cho việc làm sạch huyết dịch nên sẽ có tác dụng giải độc, các loại rau xanh đều chứa xenlulô có tác dụng kích thích sự co bóp của dạ dày, ruột và tăng cường tiết dịch tiêu hóa, tăng tiết dịch mật, làm giảm nồng độ choslesterol trong máu.
Nhiều loại rau xanh có chứa thành phần đặc biệt là chất tinh dầu thơm và axit hữu cơ như hành, tỏi, gừng có tác dụng kích thích tiêu hóa, tăng cường tiết dịch, nâng cao khả năng miễn dịch trong cơ thể. Do có nhiều chất xơ trong rau quả, hầu như các loại nước rau quả ép đều có tác dụng lợi đại tiểu tiện. Những người hay bị táo bón uống nước rau quả ép giúp điều chỉnh chức năng cơ thể. Trong rau xanh có nhiều chất giúp phòng ngừa ung thư ví dụ củ cải và cà rốt, khi trong cơ thể không đủ xenlulô sẽ dẫn đến táo bón, kéo dài thời gian thải chất cặn bã ra ngoài cơ thể. Nhiều nghiên cứu đề xuất rau, quả giúp hạ huyết áp, nhờ vào khẩu phần ăn giàu rau xanh như cải bó xôi, kiwi và nho thì các sắc tố lutein và zeaxanthin trong các loại thực phẩm này giúp ngăn ngừa đục thủy tinh thể và thoái hóa điểm vàng. 

## Hình ảnh

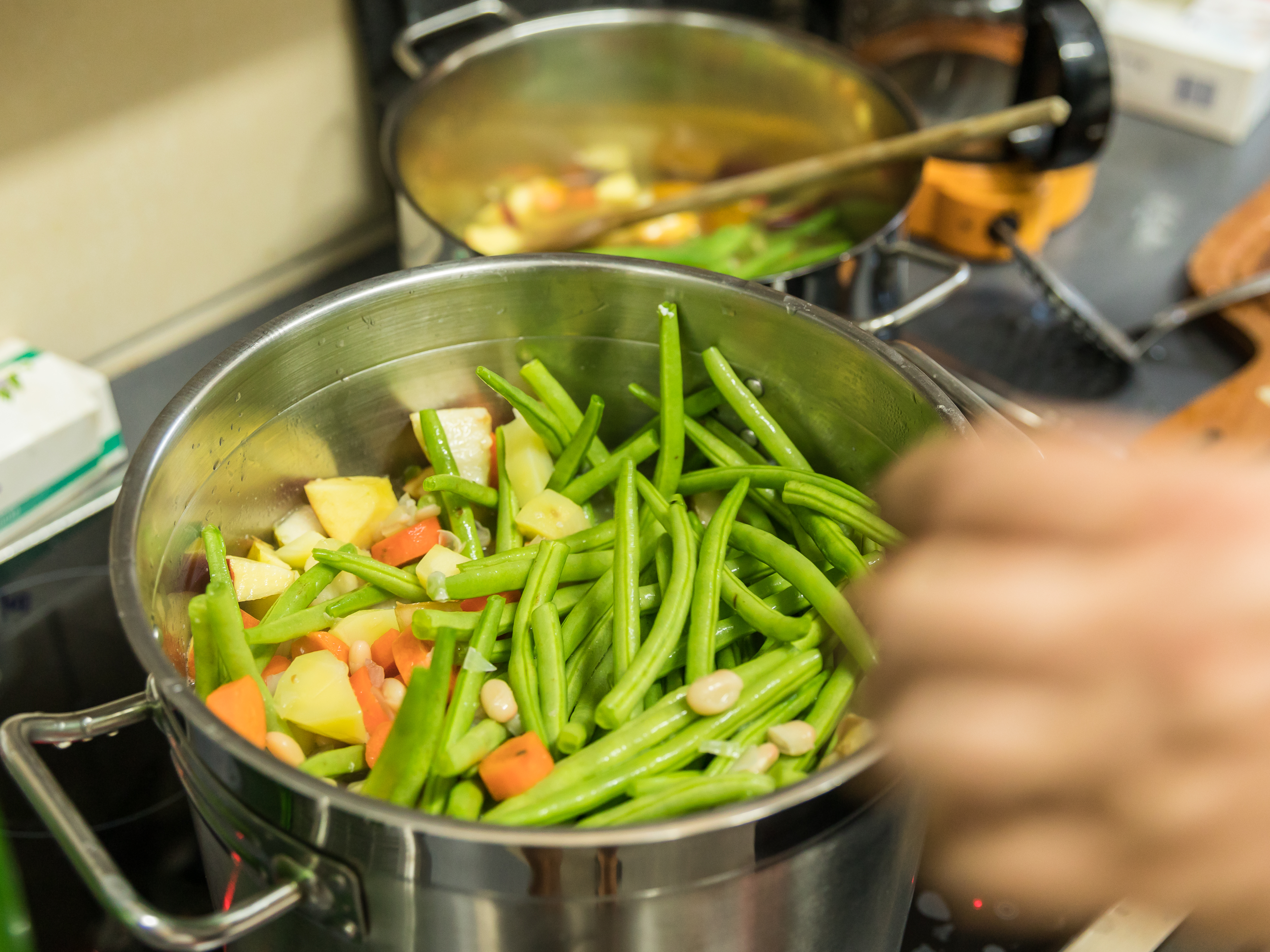
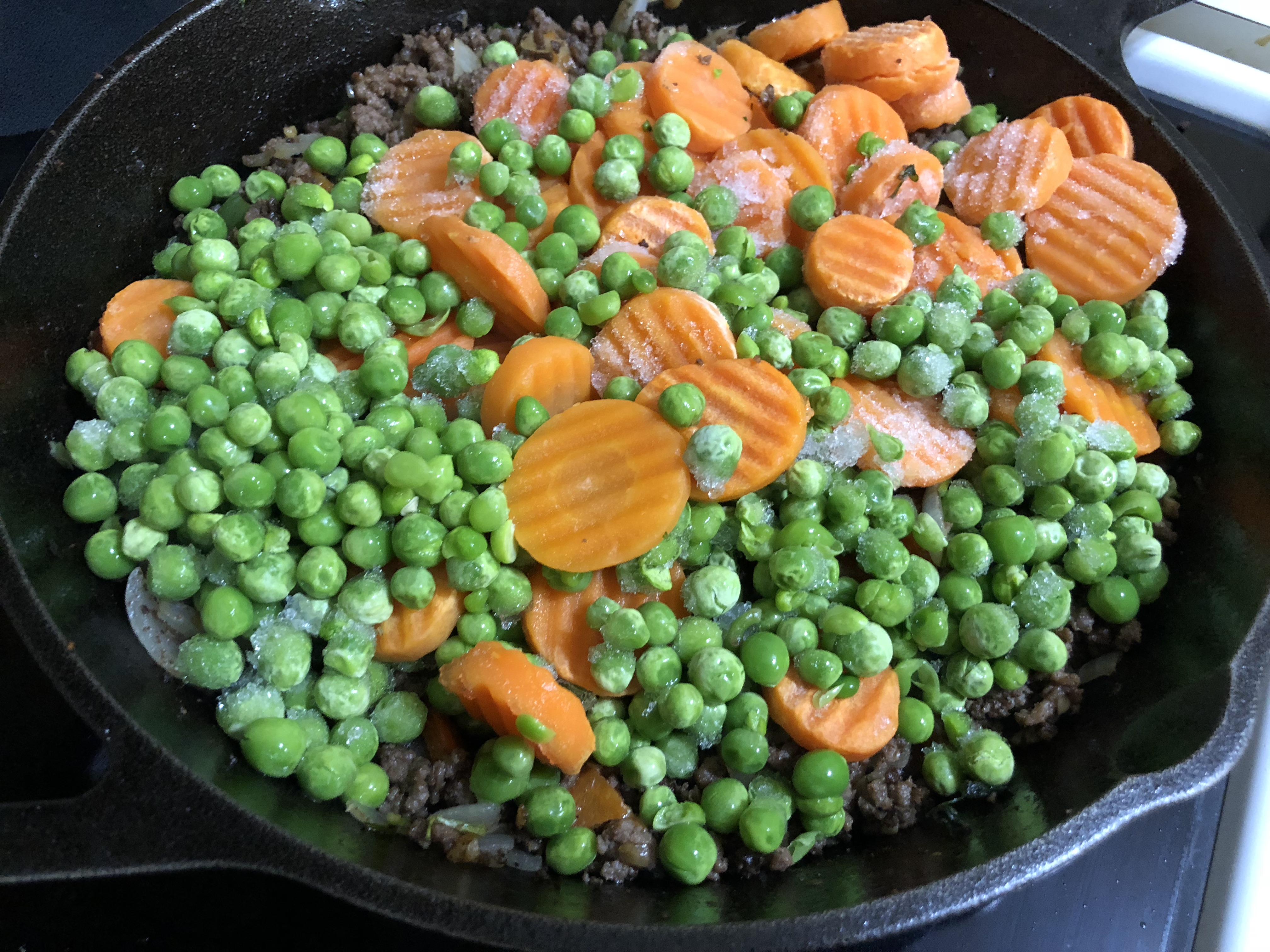
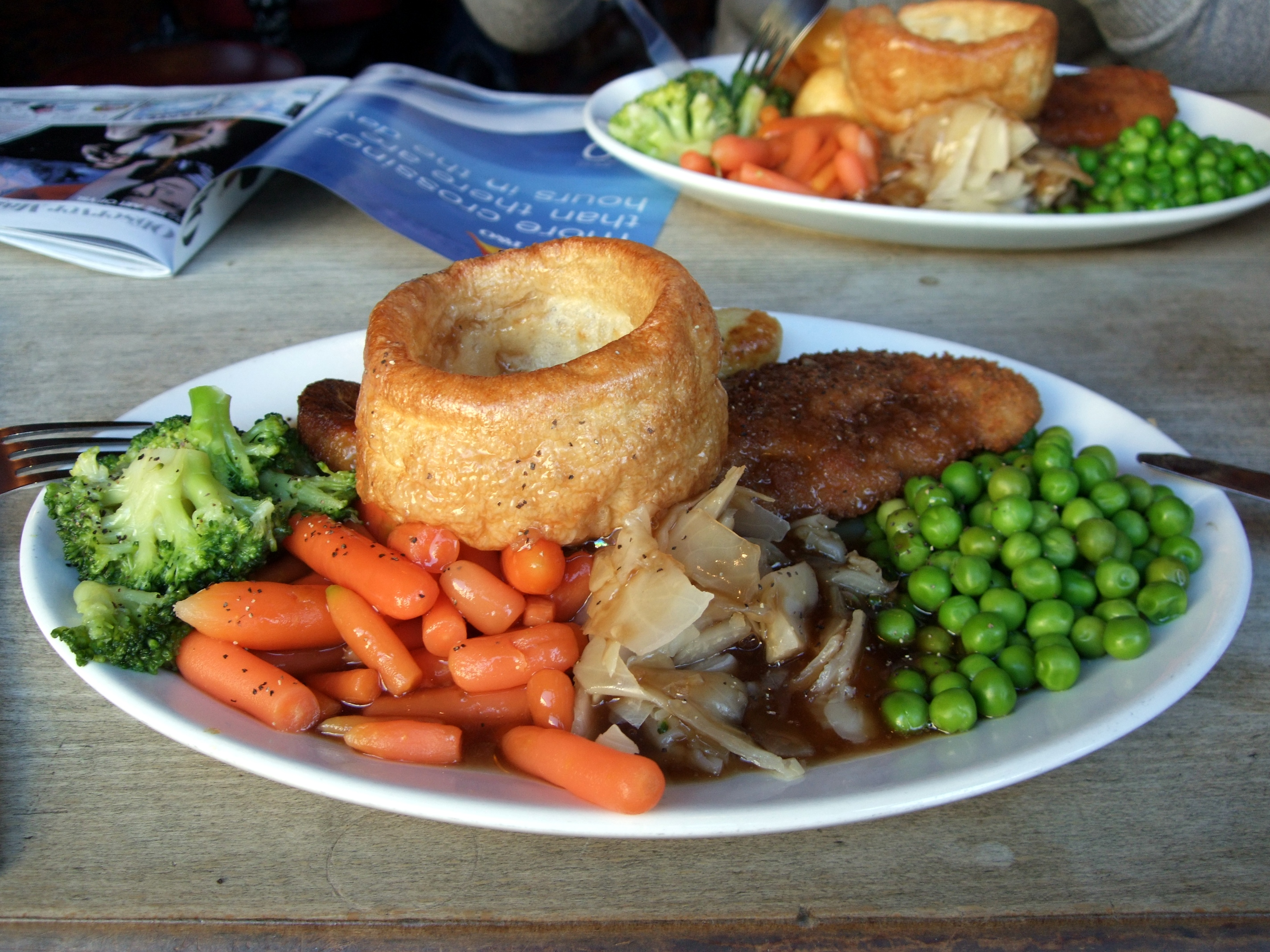
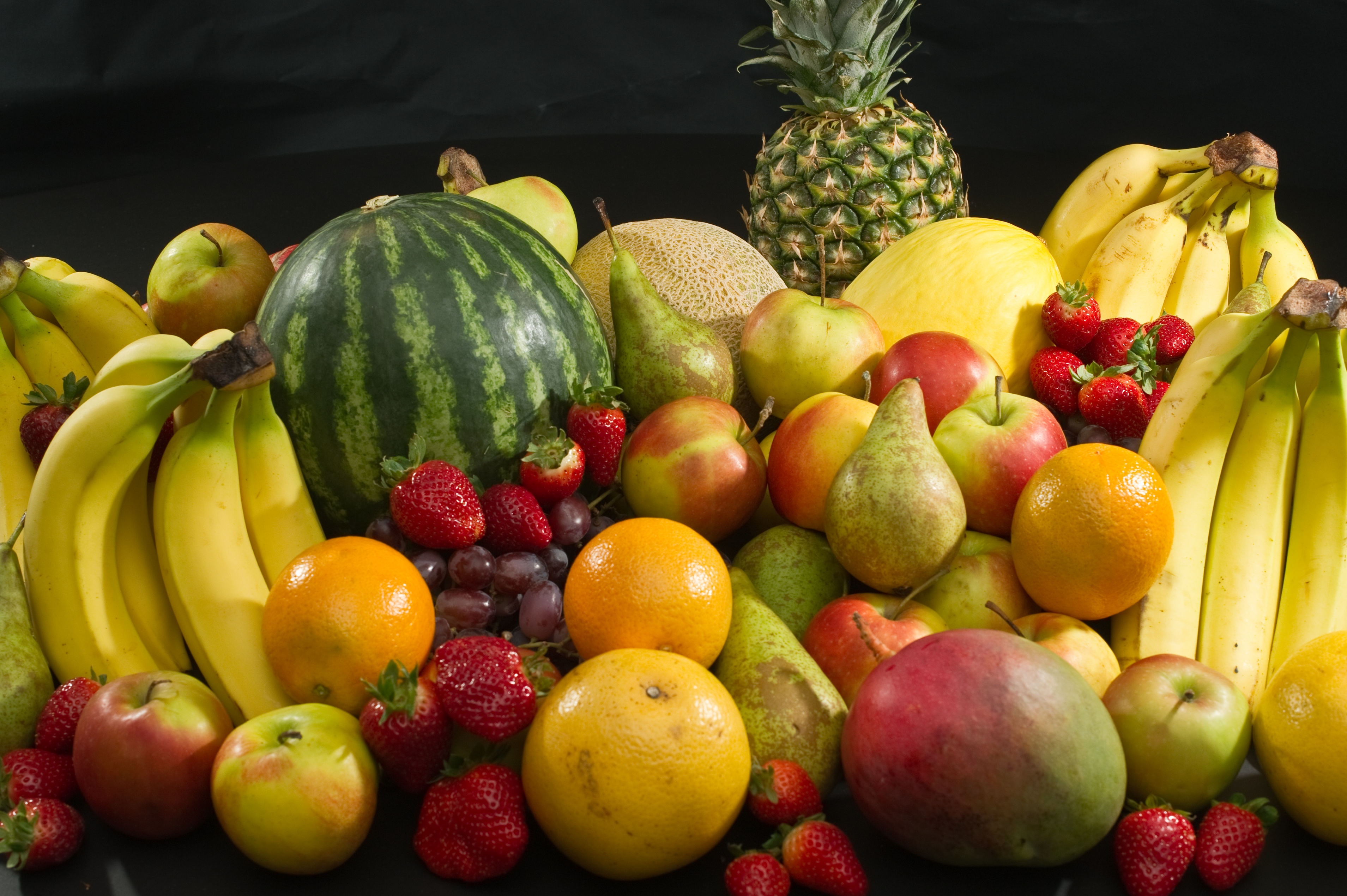
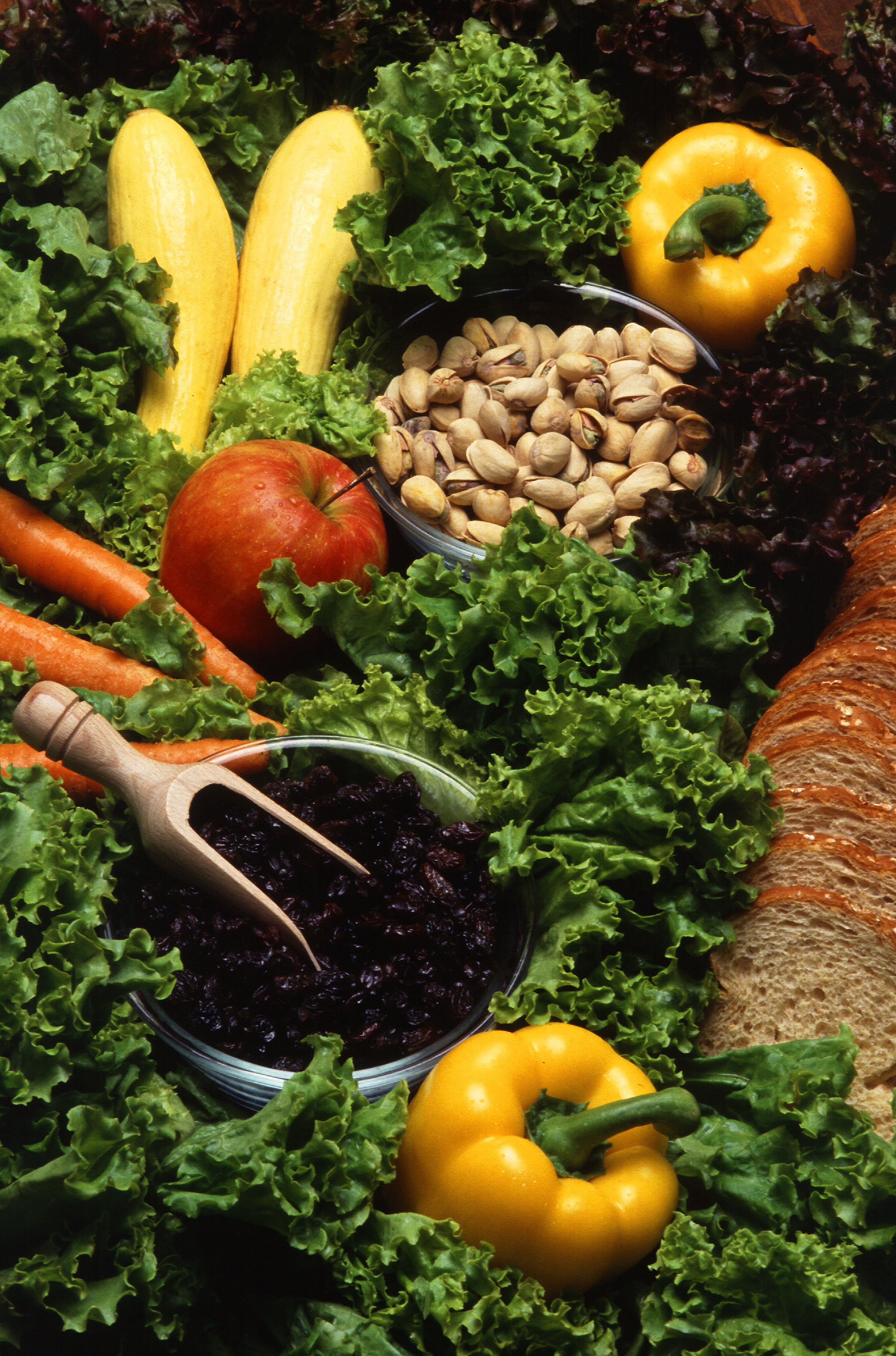